# 青峰山镇
青峰山镇，是中华人民共和国辽宁省朝阳市建平县下辖的一个乡镇级行政单位。

## 行政区划
青峰山镇下辖以下地区：
宋家湾村、山咀村、西大杖子村、建昌沟村、兴隆地村、孤家村、赵家店村和向阳山村。